# Gare du Creux-de-Genthod
La gare du Creux-de-Genthod est une gare ferroviaire située à Genthod dans le canton de Genève (Suisse).

## Situation ferroviaire
Établie à 387 mètres d'altitude, la gare du Creux-de-Genthod est située au point kilométrique (PK) 53,80 de la ligne Lausanne – Genève entre les gares des Genthod - Bellevue et de Versoix.

## Histoire
La gare est mise en service le 18 juin 1858, en même temps que le tronçon Genève-Versoix de la ligne Lausanne – Genève, mais n'a été réellement achevée qu'en 1861.
Le pont-rail franchissant la route, et qui abrite l'accès à la gare, a pris sa forme actuelle en 2001.

## Service des voyageurs

### Accueil
Située dans la campagne genevoise, la gare se situe dans la localité du Creux-de-Genthod sur la commune de Genthod, le long de la route principale 1, qui emprunte aussi le même pont, en parallèle.
La gare est composée d'un quai central de 200 mètres de long environ, entre les voies les plus à l'est. On y accède par un passage souterrain sous le pont enjambant la route du Creux-de-Genthod.

### Desserte
La gare est desservie par les trains Léman Express qui relient la gare de Coppet aux gares d'Évian-les-Bains (L1), d'Annecy (L2), de Saint-Gervais-les-Bains-Le Fayet (L3) et d'Annemasse (L4).

### Intermodalité
En période estivale, la gare est desservie par la ligne de bus saisonnière 29 des Transports publics genevois.